# تيم جونز (ملحن)
تيم جونز (بالإنجليزية: Tim Jones)‏ هو ملحن أمريكي، ولد في 21 نوفمبر 1971 في ميسيون فيجو في الولايات المتحدة.

## وصلات خارجية
- الموقع الرسمي
- تيم جونز على موقع IMDb (الإنجليزية)
- تيم جونز على موقع ألو سيني (الفرنسية)
- تيم جونز على موقع ميوزك برينز (الإنجليزية)
- تيم جونز على موقع أول موفي (الإنجليزية)
- تيم جونز على موقع قاعدة بيانات الأفلام السويدية (السويدية)
- تيم جونز على موقع أول ميوزيك (الإنجليزية)
- تيم جونز على موقع ديسكوغز (الإنجليزية)
- تيم جونز على موقع قاعدة بيانات الفيلم (الإنجليزية)
- تيم جونز على موقع كينوبويسك (الروسية)